# AI Songfestival
Het AI Songfestival is een liedjeswedstrijd dat voor het eerste maal werd georganiseerd in 2020. De wedstrijd is gebaseerd op het Eurovisiesongfestival en maakt gebruik van artificiële intelligentie, in plaats van menselijke artiesten. De eerste editie werd uitgezonden op 12 mei 2020 door de VPRO, in samenwerking met onder andere NPO 3FM en NPO Innovatie. De editie van 2021 vond plaats op 6 juli.

## Format
Tijdens de eerste editie in 2020 konden artiesten een lied insturen waarbij gebruik werd gemaakt van artificiële intelligentie. Liedjes worden gemaakt met hulp van een dataset met Eurovisiesongfestivalliedjes, algoritmes en 'machine learning'. Menselijke input in het nummer is toegestaan. Net als het Eurosongfestival mag het lied niet langer duren dan drie minuten en is er een gelijkaardige puntenverdeling, waarbij 50% wordt bepaald door een vakjury en 50% door het publiek.
Voor de editie in 2021 zullen de regels lichtjes veranderen. Zo worden er ook niet-Europese landen (en Australië) toegelaten om een inzending te sturen voor hun land. Daarbuiten zal er bij de jury's niet meer gekeken worden naar het 'Eurovisie-gehalte' in het nummer. De laatste aanpassing ging over de duur van het nummer. Dit zou nu maximum vier minuten mogen duren, in plaats van de drie minuten voor de editie in 2020.

## Geschiedenis
Acht landen stuurden een 'act'. Doordat landen meerdere nummers mochten insturen waren er in totaal 13 nummers te horen. Zowel België als Nederland werden vertegenwoordigd door twee nummers. Australië mocht zich als eerste winnaar noemen van het festival. Ze kregen 19.8 punten. Duitsland volgde met 19.4 punten. Nederland vervolledigde de top drie door 17.8 punten te scoren.
Voor de editie in 2021 werden er maar liefst 38 nummers ingezonden van over de hele wereld. De Belgische groep 'Beatroots AI' besloot om voor de tweede keer op rij een inzending in te sturen.  Ze eindigde op een 14e plaats. Dit was tevens het beste resultaat van een Belgische inzending in 2021. Nederland deed het stukken beter door op een tweede plaats te eindigen. Een Amerikaanse groep kon de tweede editie winnen. Het was al de tweede keer dat er een inzending van buiten Europa won. Nederland won de editie in 2023.

## Edities
| Jaar | Winnend land     | Artiest                | Lied                                                       | Taal          | Acts                 | Finale          |
| ---- | ---------------- | ---------------------- | ---------------------------------------------------------- | ------------- | -------------------- | --------------- |
| 2020 | Australië        | Uncanny Valley         | Beautiful the world                                        | Engels        | 13                   | 12 mei 2020     |
| 2021 | Verenigde Staten | M.O.G.I.I.7.E.D.       | Listen to Your Body Choir                                  | Engels        | 38                   | 6 juli 2021     |
| 2022 | Thailand         | Yaboi Hanoi            | Asura deva choom noom – Enter Demons & Gods (อสุระเทวะชุมนุม) | Instrumentaal | 46 (15 in de finale) | 6 juli 2022     |
| 2023 | Nederland        | Synthetic Beat Brigade | How Would You Touch Me                                     | Engels        | 36 (10 in de finale) | 4 november 2023 |